# Ziegeleimuseum Glindow
Das Ziegeleimuseum Glindow (slaw. glina für Ton) bei Werder (Havel) ist ein seit 1993 bestehendes Industriedenkmal im westlichen Brandenburg auf dem Betriebsgelände einer historischen Ziegelei. Heute werden hier handgestrichene Tonziegel in verschiedenen Formaten und spezielle Formsteine, besonders für den Denkmalschutz, hergestellt. Gebrannt werden sie in einem historischen Ringofen nach dem von Friedrich Eduard Hoffmann entwickelten Prinzip.

## Geschichte

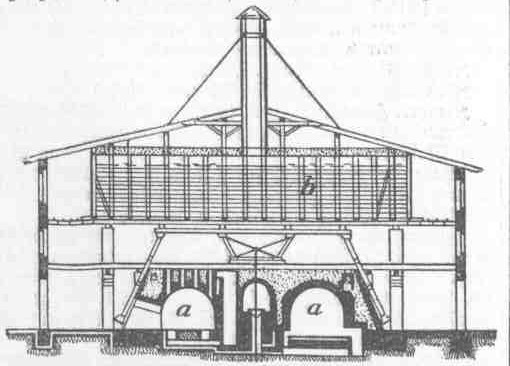
Querschnitt Ringofen, System Hoffmann,
a: Brennraum (Höhe 3 m),
b: Trockenspeicher

Die Ziegelherstellung durch Zisterziensermönche ist in der Nähe von Glindow seit 1462 nachgewiesen. Aus Glindower Ziegeln wurde z. B. das Zisterzienserkloster Lehnin erbaut, sowie später Häuser in fast allen an Wasserwegen gelegenen Städten Brandenburgs. Ziegelkähne transportierten die Backsteine auf der Havel zu den Baustellen in Brandenburg, Potsdam und Berlin (viele Kanäle in den Städten wurden für den Ziegeltransport angelegt). Besonders Berlin wurde nach dem Deutsch-Französischen Krieg 1870/71 in der Gründerzeit zum Hauptabnehmer der Ziegel. In der Blütezeit bestanden in Glindow und Umgebung 18 Ziegeleien. Als nach dem Ende der 1880er Jahre die Tonvorräte in den traditionellen Gruben langsam erschöpft waren, begann der Niedergang der Industrie. Ab 1887 wurden beim Bahnbau in der Nähe von Zehdenick neue ergiebigere Tonvorkommen entdeckt, die fortan den Bedarf der wachsenden Millionenstadt Berlin deckten.
Etwa 22 Billionen Ziegelsteine wurden schätzungsweise von Glindow nach Berlin geliefert. In Glindow wurden schließlich nur noch Blumentöpfe hergestellt (bis Ende der 1980er Jahre). Die sogenannten Glindower Alpen, heute ein Naturschutz- und Erholungsgebiet mit einem Naturlehrpfad, sind die Abraumhalden der erschöpften Tongruben.

## Gegenwart

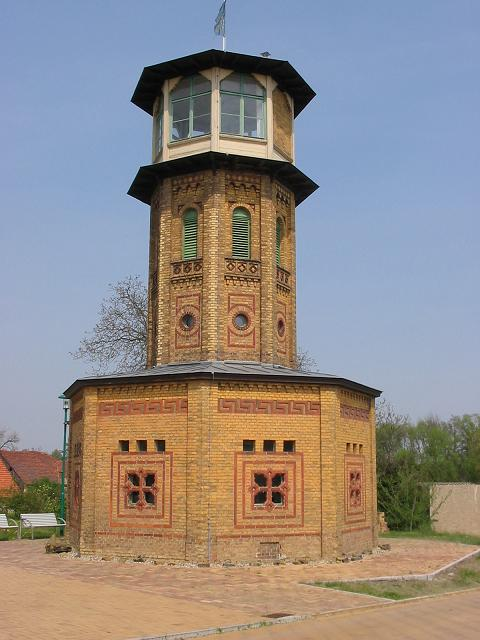
In diesem Turm ist die Ausstellung des Ziegeleimuseums untergebracht

Heute zeigt das Museum, untergebracht in einem schmucken Turmgebäude, das um 1890 als Ausguck für nahende Transportkähne auf dem Glindower See oder als Referenzobjekt für die Leistungsfähigkeit der Ziegelei errichtet wurde, eine Ausstellung über das Leben und die Technik rund um die Ziegelindustrie. Die Lebens- und Arbeitsbedingungen der aus dem Westfälischen eingewanderten Saisonarbeiter werden vorgestellt, ebenso wie die Geschichte der Fabrikeigentümer. Historische Dokumente belegen die Pioniertätigkeit der Mönche im 15. Jahrhundert und den Handel mit Ziegeln. Zahlreiche Fotos und Werkzeuge dokumentieren die handwerklichen Tätigkeiten der Ziegler.
In der historischen Ziegelei werden seit 1990 wieder Handstrichziegel, Terrakotten und Formsteine in jeder möglichen Farbvariante erzeugt. Diese handgearbeiteten Produkte werden vor allem zur Restaurierung von Denkmalen verwendet. Museumsbesucher können sich die Herstellung von Ziegeln im Rahmen von Führungen durch den intakten Hoffmann-Ringofen anschauen.